# Adalard (évêque d'Auvergne)
Pour les articles homonymes, voir Adalard.
Adalard, en latin Adalardu ou Amblardus, était un religieux du Moyen Âge central qui fut évêque de Clermont entre 905 et 912.

## Éléments biographiques
On sait qu’Adalard a consacré une église en 905 ou en 906 à Blanède, dans les dépendances de Brioude. Dans le texte de la charte correspondante on lui donne le titre de Sérénité (adierunt serenitatem nostram). Vers 909 il a assisté aux derniers moments de saint Géraud, fondateur de l’abbaye d’Aurillac. En 910 il a souscrit le testament de Guillaume 1er d'Auvergne, comte héréditaire d’Auvergne et fondateur de l’abbaye de Cluny.